# Adaílton (football, 1977)
Pour les articles homonymes, voir Adailton et Bolzan.
Adaílton Martins Bolzan est un footballeur brésilien né le 24 janvier 1977 à Santiago.
Il est surtout connu en France pour avoir passé une saison au Paris Saint-Germain, à la fin des années 1990. Il remporte le Festival International Espoirs de Toulon en 1996, il termine également meilleur joueur et  meilleur buteur à égalité avec Nuno Gomes.

## Statistiques
| Saison    | Club          | Championnat | Championnat | Championnat | Coupes Nationales | Coupes Nationales | Coupes Européennes | Coupes Européennes | Total  | Total |
| Saison    | Club          | Type        | Matchs      | Buts        | Matchs            | Buts              | Matchs             | Buts               |        |       |
| Saison    | Club          | Type        | Matchs      | Buts        | Matchs            | Buts              | Matchs             | Buts               | Matchs | Buts  |
| --------- | ------------- | ----------- | ----------- | ----------- | ----------------- | ----------------- | ------------------ | ------------------ | ------ | ----- |
| 1995      | Juventude     | Série A     | 19          | 1           |                   |                   |                    |                    | 19     | 1     |
| 1996      | Juventude     | Série A     | 16          | 0           |                   |                   |                    |                    | 16     | 0     |
| 1997      | Guarani       | Série A     | 8           | 5           |                   |                   |                    |                    | 8      | 5     |
| 1997-1998 | Parme AC      | Série A     | 13          | 2           | 6                 | 1                 | 2                  | 1                  | 21     | 4     |
| 1998-1999 | → Paris SG    | Ligue 1     | 19          | 2           | 5                 | 2                 | 1                  | 0                  | 25     | 4     |
| 1999-2000 | Hellas Vérone | Série A     | 28          | 7           | 1                 | 0                 | -                  | -                  | 29     | 7     |
| 2000-2001 | Hellas Vérone | Série A     | 20          | 4           | 2                 | 1                 | -                  | -                  | 22     | 5     |
| 2001-2002 | Hellas Vérone | Série A     | 3           | 1           | 0                 | 0                 | -                  | -                  | 3      | 1     |
| 2002-2003 | Hellas Vérone | Série B     | 23          | 5           | 2                 | 0                 | -                  | -                  | 25     | 5     |
| 2003-2004 | Hellas Vérone | Série B     | 23          | 9           | 1                 | 0                 | -                  | -                  | 24     | 9     |
| 2004-2005 | Hellas Vérone | Série B     | 29          | 9           | 3                 | 0                 | -                  | -                  | 32     | 9     |
| 2005-2006 | Hellas Vérone | Série B     | 39          | 15          | 2                 | 1                 | -                  | -                  | 41     | 16    |
| 2006-2007 | Genoa CFC     | Série B     | 26          | 11          | 4                 | 2                 | -                  | -                  | 30     | 13    |
| 2007-2008 | Bologne       | Série B     | 32          | 8           | 0                 | 0                 | -                  | -                  | 32     | 8     |
| 2008-2009 | Bologne       | Série A     | 24          | 1           | 2                 | 1                 | -                  | -                  | 26     | 2     |
| 2009-2010 | Bologne       | Série A     | 31          | 11          | 1                 | 0                 | -                  | -                  | 32     | 11    |
| 2010-2011 | FC Vaslui     | Liga I      | 29          | 11          | 1                 | 0                 | 0                  | 0                  | 30     | 11    |
| 2011-2012 | FC Vaslui     | Liga I      | 16          | 4           | 1                 | 2                 | 8                  | 0                  | 25     | 6     |

Dernière mise à jour : 20 janvier 2012